# Nisporto
Nisporto è una frazione del comune italiano di Rio sull'isola d'Elba, nella provincia di Livorno, in Toscana.

## Geografia fisica
La frazione di Nisporto è situata a ovest dell'abitato di Rio nell'Elba, al centro di una stretta baia a ferro di cavallo, al termine di una piccola valle che dal monte Capannello dirada verso il mare. Confina con le località di Bagnaia a sud e di Nisportino a nord.
La spiagga di Nisporto è esposta a settentrione e protetta dalla punta di Nisporto a ovest e dal poggio La Guardia a est. È larga circa 20 metri e lunga 200, è caratterizzata da ciottoli, sassi e sabbia e circondata da una scogliera.

## Storia
Il toponimo Nisporto, attestato nel 1598 come Disporto Grande nella cartografia di Giovanni Antonio Magini, deriverebbe, secondo l'ipotesi formulata da Remigio Sabbadini nel 1899, dal latino amnis portus, ossia «porto fluviale». Secondo Silvio Pieri deriva invece dall'arcaico termine isporto, ossia «sporgenza orografica».
La successiva insenatura, verso nord, si chiama Nisportino e compare, nella citata cartografia del 1598, come Disporto Piccolo.
Al largo di Nisporto, il 22 settembre 1943, avvenne l'affondamento del piroscafo Andrea Sgarallino.

## Monumenti e luoghi d'interesse
- Chiesa di Santa Maria Ausiliatrice
- Fornace della Ballerina: storica fornace in pietra e laterizi rossi che produceva mattoni e calce, è dichiarata monumento di interesse storico-artistico dalla Soprintendenza, ed è documentata almeno dalla metà del XIX secolo.[2][9][10] Deve la sua denominazione per essere stata proprietà di Lucia Galli, prima ballerina del Teatro alla Scala di Milano.[9][11]